# 13760 Rodriguez
A 13760 Rodriguez (ideiglenes jelöléssel 1998 SN123) a Naprendszer kisbolygóövében található aszteroida. A LINEAR projekt keretében fedezték fel 1998. szeptember 26-án.